# Zbrodnia w Paterku
Zbrodnia w Paterku – seria zbiorowych egzekucji przeprowadzonych przez niemiecki Selbstschutz na terenie byłej żwirowni w miejscowości Paterek w pobliżu Nakła. Jesienią 1939 roku zamordowano tam ponad 200 osób – głównie przedstawicieli polskiej inteligencji i duchowieństwa. Paterek był największym, obok okolic Łobżenicy, miejscem kaźni ludności polskiej w powiecie wyrzyskim.

## Przejęcie władzy przez Selbstschutz
Powiat wyrzyski położony był bezpośrednio przy granicy z hitlerowskimi Niemcami. W rezultacie oddziały Wehrmachtu zajęły Nakło już 2 września 1939. W mieście i jego okolicach, podobnie zresztą jak w wielu innych miejscach na Pomorzu, niemal natychmiast uaktywnili się członkowie Selbstschutzu – paramilitarnej formacji złożonej z przedstawicieli niemieckiej mniejszości narodowej, zamieszkującej przedwojenne terytorium Rzeczypospolitej. Dowódcą (Kreisführerem) Selbstschutzu w powiecie wyrzyskim został 23-letni Werner Köpenick. W Nakle oraz sąsiednich: Wyrzysku, Łobżenicy i Mroczy jego ludzie wspierani przez niemiecką żandarmerię niezwłocznie rozpoczęli aresztowania Polaków. Zatrzymywani byli przede wszystkim przedstawiciele lokalnych elit politycznych, gospodarczych i intelektualnych, lecz również osoby, do których członkowie Selbstschutzu żywili po prostu osobiste urazy bądź pretensje. Doszło do pierwszych mordów.
W Nakle większość zatrzymanych umieszczono w miejskim areszcie lub w piwnicach miejscowego gimnazjum. W Wyrzysku i Łobżenicy aresztowanych Polaków osadzano w celach tamtejszych więzień sądowych. Wreszcie 23 października 1939, w najstarszym w Polsce sanktuarium maryjnym, w Górce Klasztornej, selbstschutzmani zorganizowali prowizoryczny obóz koncentracyjny dla duchowieństwa krajeńskiego. Uwięziono tam 5 księży i 25 braci z Górki, jak również kilkunastu księży z okolicznych miejscowości. Komendantem obozu został znany z okrucieństwa Harry Schulz, zastępca dowódcy łobżenickiego Selbstschutzu.

## Egzekucje w Paterku
W październiku 1939 Selbstschutz przystąpił do eksterminacji „polskiej warstwy przywódczej” na obszarze powiatu wyrzyskiego. Na miejsce masowych egzekucji Niemcy wybrali kotlinę leżącą przy polnej drodze na terenie byłej żwirowni w miejscowości Paterek, oddalonej 5 kilometrów od Nakła. O wyborze miejsca przesądziły wygodne dla morderców warunki – znajdowały się tam wyrobiska, doły po wybranym piasku, w których łatwo było zakopywać ciała pomordowanych.
Mordy w Paterku rozpoczęły się 4 października i trwały do 24 listopada. Wyroki śmierci zatwierdzała samozwańcza komisja złożona z członków nakielskiego Selbstschutzu – Rudolfa Öhlmanna (dyrektora cukrowni), Otto Lahmanna (mistrza stolarskiego), braci Johanna i Kurta Fritzów (kupiec i przemysłowiec), stolarza Finkego i urzędnika Prahla. Skazańców ze skrępowanymi z tyłu rękoma przywożono samochodami na miejsce zbrodni, a następnie rozstrzeliwano (zazwyczaj nocą). W Paterku zginęło w ten sposób ponad 200 Polaków i Żydów, których pochowano w 13 zbiorowych mogiłach. Najwięcej ofiar pochłonęły egzekucje z 28 i 31 października oraz 1 i 11 listopada (w tej ostatniej egzekucji zamordowano większość z ponad 100 osób aresztowanych poprzedniej nocy podczas wielkiej „akcji oczyszczającej” w Nakle). Paterek okazał się być największym (obok okolic Łobżenicy) miejscem kaźni ludności polskiej na terenie powiatu wyrzyskiego.
Najwięcej informacji zachowało się na temat egzekucji duchownych z Górki Klasztornej, do której doszło w nocy z 11 na 12 listopada 1939. Zamordowano wówczas 48 księży i zakonników (w tym dwie zakonnice z Zgromadzenia Sióstr Służebniczek). Rannych brutalnie dobijano, m.in. ciosami łopaty. Po zakończonej egzekucji sprawcom nakazano pojedynczo wracać do domu, aby ludność nie zwróciła uwagi, że nastąpił powrót z jakiejś akcji. Egzekucją kierował osobiście Harry Schulz.

Była noc. Zajechaliśmy na miejsce, gdzie ludzie stali nad wykopanym grobem. Byli tam również członkowie Selbstschutzu z Chojnic i innych miejscowości. Ustawiliśmy się naprzeciwko ludności i kiedy padł nakaz strzelania wystrzeliłem dwa razy i ci padli. Musiało być dużo wypadków niedobicia, gdyż gestapowcy chodzili i dobijali – zeznanie Harry’ego Schulza z 1953, złożone przed Sądem Najwyższym w Warszawie.

## Po wojnie
Wkrótce po zakończeniu działań wojennych (3–5 lipca 1945) dokonano ekshumacji ofiar zbrodni w Paterku, do udziału w której zmuszono niemieckich cywilów internowanych na terenie dawnego obozu przesiedleńczego w Potulicach. Wydobyto łącznie 218 zwłok, z których 137 udało się zidentyfikować. Ciała pomordowanych przeniesiono następnie na cmentarz w Nakle. Na miejscu zbrodni wzniesiono pomnik ku czci ofiar terroru.
Po wojnie Harry Schulz ukrywał się pod zmienionym nazwiskiem w Szczecinie. Ożenił się z Polką i kreował się nawet na ofiarę faszyzmu. Przypadkowo rozpoznany został jednak aresztowany i skazany na karę śmierci przez powieszenie (1953). Wyrok wykonano 22 lutego 1954. Werner Köpenick, dowódca Selbstschutzu w powiecie wyrzyskim, zamieszkał po wojnie w Niemczech Zachodnich. Nie został nigdy postawiony przed sądem.